# Mitrospingus oleagineus
La tangara dorsioliva o frutero aceituno (en Venezuela) (Mitrospingus oleagineus), también denominada frutero olivo,  es una especie de ave paseriforme de la familia Mitrospingidae una de las dos pertenecientes al género Mitrospingus (anteriormente estuvo asignada en la familia Thraupidae). Es nativa de los tepuyes del norte de América del Sur.

## Distribución y hábitat
Se distribuye en el sureste de Venezuela y en las adyacencias del oeste de Guyana y extremo norte de Brasil.
Esta especie es considerada bastante común en su hábitat natural, los bosques montanos de los tepuyes entre los 900 y los 1800 m de altitud.

## Sistemática

### Descripción original
La especie M. oleagineus fue descrita por primera vez por el zoólogo británico Osbert Salvin en 1886 bajo el nombre científico Eucometis oleaginea; localidad tipo « Mount Twek-quay, Guyana».

## Taxonomía
A pesar del género Mitrospingus estar colocado tradicionalmente en la familia Thraupidae, datos genético-moleculares de Barker et al. (2013) (2015) encontraron que formaba un grupo monofilético junto a la tangara verdioliva (Orthogonys chloricterus) y a la tangara piquirroja (Lamprospiza melanoleuca) y lejano a las otras especies de esa familia, por lo tanto, propusieron su inclusión en una nueva familia Mitrospingidae. El cambio taxonómico fue aprobado por la American Ornithological Society y ya incorporado por las principales clasificaciones, como el Congreso Ornitológico Internacional (IOC) y Clements checklist v.2018.
Las subespecies se diferencian muy pobremente y sería mejor tratarla como monotípica.

### Subespecies
Según la clasificación del IOC y Clements Checklist se reconocen dos subespecies, con su correspondiente distribución geográfica:
- Mitrospingus oleagineus obscuripectus J.T. Zimmer & Phelps, Sr, 1945 – Sierra de Lema y cerros de la Gran Sabana (excepto el área de Roraima), en el sureste de Bolívar, sureste de Venezuela, hacia el sur hasta el norte de Brasil (en el tepui Uei).
- Mitrospingus oleagineus oleagineus (Salvin, 1886) – extremo sureste de Venezuela (vecindades del Monte Roraima) y adyacente Guyana (en el tepui Twek-quay); probablemente también en las laderas del tepui del adyacente Brasil.